# Zend Engine
Zend Engine — виртуальная машина с открытым кодом, широко известная как основная часть интерпретатора PHP.

## История

### Zend engine 1
После выхода PHP 3.0 Энди Гутманс и Зеев Сураски в 1997 году начали переработку ядра PHP с целью увеличения производительности сложных приложений и улучшения модульности кода. Первый Zend Engine был представлен публике в середине 1999 года, а основанный на нём PHP 4.0 вышел в мае 2000 года.

### Zend engine 2
Текущая версия Zend Engine 2 является основой PHP 5 и включает в себя значительно улучшенную объектно-ориентированную модель.

### Zend engine 3
Версия 3 является перспективной и на данный момент пока что нет ни одного стабильного релиза. На ней основан PHP 7 (ранние сборки включали версию 2.8).

### Zend engine 4
Последняя вышедшая на сегодня версия.